# Dvojno nazivlje
Dvojno nazivlje ili binarna nomenklatura u biologiji označava službenu metodu imenovanja vrsta koju je uveo Linnaeus. Kao što i sama riječ sugerira, znanstveni naziv se oblikuje kombinacijom dvaju izraza: imena roda i specifičnog naziva. Pri tome su općenito prihvaćene sljedeće stavke:
- Znanstveno nazivlje se ispisuje u kurzivu; npr. Homo sapiens. Rukom pisani naziv se podcrtava.
- Prvi izraz (ime roda, rodno ime) se prema aktualnom hrvatskom pravopisu i međunarodnom dogovoru uvijek piše velikim, dok se specifični naziv uvijek piše malim početnim slovom, čak i ako je izveden iz vlastitog imena; npr. Canis lupus ili Anthus hodgsoni.
- Općeprihvaćeni naziv je obično popraćen znanstvenim nazivom u zagradama; npr. »kineski aligator (Alligator sinensis) ugrožena je vrsta.«
- Znanstveni naziv se pri prvoj upotrebi u tekstu ili pri popisivanju više vrsta istoga roda treba pisati u punom obimu. Kasnije se može kratiti korištenjem početnog slova s točkom umjesto imena roda; npr. Canis lupus će biti C. lupus. Iznimke su slučajevi kada je skraćeni naziv prerastao u opću upotrebu; npr. bakterija Escherichia coli se najčešće navodi kao E. coli, a Tyrannosaurus rex je poznatiji po nazivu T. rex.
- Kratica "sp." (ili "spec.") se koristi kada nije poznato pravo znanstveno ime; npr. Canis sp. znači "vrsta roda Canis". Kratica "spp." (množina) zamjenjuje "više nepoznatih vrsta".
- Kratica "cf." se koristi kada nije potvrđena identifikacija: npr. Corvus cf. splendens označava upitnost vrste.
- Kada je ime autora u zagradi vrsta je stavljena u drugi rod ili je ime roda promijenjeno.
- Pravo autorstva: Ako vrsta ima više imena, pripada joj prvo i najstarije ime koje joj je dao neki stručnjak.

## Povijest
Prihvaćanje sustava dvojnog nazivlja dugujemo švedskom botaničaru i liječniku Carlu Linnéu (1707. – 1778.) koji je u želji da opiše čitav poznati živi svijet svakoj vrsti (mineralu, biljki ili životinji) pripisao dvostruki naziv. Dvojno je nazivlje u raznim oblicima postojalo i prije (primjerice za vrijeme Bauhina), no tek se pojavom Linnéa raširilo među taksonomima.
Vrstu kojoj organizam pripada označavaju dvije riječi, ime roda i vrsta, koje su latinizirane riječi izvedene iz različitih izvora. Ovaj sustav, koji se naziva Linnaeov sustav binomne nomenklature, uspostavio je 1750-ih Carolus Linnaeus. Nakon Linnaeusovog rada, došlo je do proliferacije binomnih imena kako su ustanovljene nove vrste i formirane više Taksonomske kategorije, što je rezultiralo da je do kasnog 19. stoljeća došlo do velike zbrke u nomenklaturi mnogih skupina organizama. U 20. stoljeću, uspostavljanje pravila od strane međunarodnih odbora u područjima zoologije, botanike, bakteriologije i virologije učinilo je mnogo da razjasni situaciju.
Suprotno široko rasprostranjenom stajalištu da su znanstvena imena, jednom dodijeljena, fiksna i univerzalna u svojoj upotrebi, stalna istraživanja o odnosima organizama i ispitivanje povijesti imena, zajedno s neslaganjima među znanstvenicima o valjanosti određenih imena, rezultiraju više naziva koji se primjenjuju na neke dobro poznate vrste. Međutim, međunarodna pravila postupno donose stabilnost u taksonomiju mnogih skupina minimiziranjem promjena imena, upotrebom standardnih metoda uspostavljanja novih imena i funkcioniranjem uglednih odbora za rješavanje sporova.

## Važnost dvojnog nazivlja
Sustav dvojnog nazivlja je na cijeni prvenstveno zbog svoje ekonomičnosti, široke upotrebe i stabilnosti prihvaćenog nazivlja:
- Svaka vrsta se može nedvosmisleno imenovati upotrebom samo dviju riječi.
- Jedinstveni naziv je raširen u čitavom svijetu, i prelazi jezične barijere pri prevođenju.
- Iako je daleko od savršenstva, raznim postupcima teži potpunoj stabilnosti. Npr. dolaskom do novih saznanja i prebacivanjem između skupina, prijašnje ime vrste ili vrsni atribut ostaju isti.

No u praksi često naiđemo na vrstu koja nosi više znanstvenih imena, ovisno o točki gledišta pojedinog biologa. Osnovni izvor nestabilnosti je širenje zaboravljenih naziva kroz publikacije, kada se pristupa imenskim kodovima.

## Izvedenice
Ime roda i atribut vrste, kao ni imena viših taksona, nisu ograničeni izvorom, ali se najčešće izvode iz latinske ili starogrčke riječi, imena mjesta, prirodoslovca (sufiksalni nastavak -i za muškarce i -ae za žene), lokalnih jezika, šala itd. Bez obzira na izvor, imenima se pristupa po pravilima latinske gramatike, pa je u tom duhu ime vrste i »latinsko ime«, iako znanstvena zajednica više teži izrazu znanstveni naziv.
U Linnéovo doba je u zapadnoj Europi latinski bio jezik znanosti, no ta se praksa nije očuvala do danas. Taj mrtvi jezik, izuzev doprinosa klasičara, botaničara i rimokatoličke crkve, čuva upravo sustav znanstvenog nazivlja. Često je ime roda i vrste latinska ili grčka riječ, no takvi su slučajevi pojedinačni.
Grčki je, za razliku od latinskog, živi jezik. No, sistematika se oslanja prvenstveno na latinski pravopis, češće koristeći starogrčki nego suvremeni grčki vokabular. To, osim za biološke, ne vrijedi nužno i za ostale znanosti. U, primjerice, medicini 80 % riječi potječe iz grčkog leksika, dok se taj broj u biologiji kreće do 65 %.
Na sljedećem popisu navedeni su najčešći izvorni atributi imenice i dodaci pomoću kojih se izvode znanstveni nazivi većine organizama:
| Latinski/Grčki  | Jezik | Hrvatski               | Primjer                                           |
| --------------- | ----- | ---------------------- | ------------------------------------------------- |
| albus           | L     | bijeli                 |                                                   |
| archaeos        | G     | drevni                 |                                                   |
| arctos          | G     | sjeverni               |                                                   |
| argentatus      | L     | srebrenkasti           |                                                   |
| arvensis        | L     | poljski                |                                                   |
| australis       | L     | južni                  |                                                   |
| borealis        | L     | sjeverni               |                                                   |
| brachy          | G     | kratki                 |                                                   |
| bradus          | G     | spori                  |                                                   |
| brevis          | L     | kratki                 |                                                   |
| canadensis      | L     | kanadski               |                                                   |
| cauda           | L     | repni                  |                                                   |
| caulos          | G     | stabljika              |                                                   |
| cephalus        | G     | glava                  |                                                   |
| chilensis       | L     | čileanski              |                                                   |
| chloreus        | G     | zeleni                 |                                                   |
| cola            | L     | stanovnik              |                                                   |
| cristatus       | L     | grivasti               |                                                   |
| cyanos          | G     | plavo-zeleni           |                                                   |
| dactylus        | G     | prst                   |                                                   |
| deca            | G     | deset                  |                                                   |
| dermis          | G     | koža                   |                                                   |
| di-             | G     | dvo-                   |                                                   |
| diplo-          | G     | dvostruki              | Diplodocus                                        |
| dodeca          | G     | dvanaest               |                                                   |
| dolicho-        | G     | produženi              |                                                   |
| domesticus      | L     | domaći, kućni          |                                                   |
| dorsum          | L     | leđa                   |                                                   |
| dulcis          | L     | slatki                 |                                                   |
| echinus         | G     | bodljika               |                                                   |
| ennea           | G     | devet                  |                                                   |
| erectus         | L     | uspravni               | izumrla podvrsta čovjeka: Homo erectus            |
| erythro         | G     | crveni                 |                                                   |
| familiaris      | L     | domaći                 | Domaći pas, Canis familiaris                      |
| flora           | L     | cvijet                 |                                                   |
| folius          | L     | list                   |                                                   |
| fuscus          | L     | tamno-smeđi            |                                                   |
| fulvus          | L     | žuti                   |                                                   |
| gaster          | G     | trbuh                  |                                                   |
| glycis          | G     | slatki                 |                                                   |
| hexa            | G     | šest                   |                                                   |
| hirsuta         | L     | dlakavi                | Cardamine hirsuta                                 |
| homo            | L     | čovjek                 | rod Homo                                          |
| hortensis       | L     | vrtni                  | Atriplex hortensis                                |
| indicus         | L     | indijski               |                                                   |
| lateralis       | L     | postranični            |                                                   |
| leucus          | G     | bijeli                 |                                                   |
| lineatus        | L     | s linijama ili prugama |                                                   |
| lutea           | L     | žuti                   |                                                   |
| maculatus       | L     | točkasti               |                                                   |
| major           | L     | veći                   |                                                   |
| maximus         | L     | najveći                |                                                   |
| melanus         | G     | crni                   |                                                   |
| minimus         | L     | najmanji               |                                                   |
| minor           | L     | manji                  |                                                   |
| mono-           | G     | jedno-                 |                                                   |
| montanus        | L     | planinski              |                                                   |
| morphos         | G     | oblik                  |                                                   |
| mauro-          | G     | tamni                  |                                                   |
| niger           | L     | crni                   |                                                   |
| nona            | L     | devet                  |                                                   |
| nothos          | G     | krivi                  |                                                   |
| notos           | G     | južni                  |                                                   |
| novaehollandiae | L     | novoholandski          |                                                   |
| novaeseelandiae | L     | novozelandski          |                                                   |
| noveboracensis  | L     | njujorški              |                                                   |
| obscurus        | L     | tamni                  |                                                   |
| occidentalis    | L     | zapadni                |                                                   |
| octa            | G     | osam                   | Hobotnica (Octopus)                               |
| oeos-           | G     | cjevasti               |                                                   |
| officinalis     | L     | obrtni; medicinski     |                                                   |
| oleum           | L     | uljni                  |                                                   |
| orientalis      | L     | istočni                |                                                   |
| ortho-          | G     | ravni                  |                                                   |
| pachys          | G     | debeli                 |                                                   |
| palustris       | L     | močvarni               |                                                   |
| parvus          | L     | mali                   |                                                   |
| pedis           | L     | stopalni               |                                                   |
| pelagius        | G     | oceanski               |                                                   |
| penta-          | G     | peto-                  |                                                   |
| petra           | G     | kameni                 |                                                   |
| phyllo          | G     | lisni                  |                                                   |
| phyton          | G     | biljka                 |                                                   |
| platy           | G     | ravni ili široki       |                                                   |
| pratensis       | L     | livadni                |                                                   |
| protos          | G     | prvi                   |                                                   |
| pteron          | G     | krilo                  |                                                   |
| punctatus       | L     | točkasti               |                                                   |
| rhiza           | G     | korijen                |                                                   |
| rhynchos        | G     | kljun ili gubica       |                                                   |
| rhytis          | G     | naborani               |                                                   |
| rubra           | L     | crveni                 |                                                   |
| rostra          | L     | kljun                  |                                                   |
| rufus           | L     | crveni                 |                                                   |
| sapiens         | L     | razumni                | posljednja podvrsta čovjeka: Homo sapiens sapiens |
| sativus         | L     | uzgojeni, kultivirani  |                                                   |
| saurus          | G     | gušter                 |                                                   |
| sinensis        | L     | kineski                |                                                   |
| sperma          | L     | sjemenka               |                                                   |
| spheno-         | G     | klinasti               |                                                   |
| stoma           | G     | usta, otvor            |                                                   |
| striatus        | L     | prugasti               |                                                   |
| silvestris      | L     | šumski; divlji         | Divlja mačka, Felis silvestris                    |
| tetra-          | G     | četvero-               |                                                   |
| tinctorius      | L     | za bojenje             |                                                   |
| tomentosus      | L     | krzneni                |                                                   |
| tres, tris      | LG    | tri                    |                                                   |
| trich-, thrix   | G     | dlaka                  |                                                   |
| unus            | L     | jedan                  |                                                   |
| variabilis      | L     | promjenjivi            |                                                   |
| variegatus      | L     | šareni                 |                                                   |
| velocis         | L     | brzi                   |                                                   |
| ventrus         | L     | trbuh                  |                                                   |
| verrucosus      | L     | hrapavokožni           |                                                   |
| viridis         | L     | zeleni                 | zeleni bičaš Euglena viridis                      |
| volans          | L     | leteći                 |                                                   |
| vulgaris        | L     | obični                 |                                                   |
| xanthos         | G     | žuti                   |                                                   |
| zygos           | G     | opna                   |                                                   |